# Trichochaleponcus lomelaensis
Trichochaleponcus lomelaensis är en mångfotingart som beskrevs av Kraus 1960. Trichochaleponcus lomelaensis ingår i släktet Trichochaleponcus och familjen Odontopygidae. Inga underarter finns listade i Catalogue of Life.